# IAI Bird Eye
IAI Bird Eye – rodzina izraelskich bezzałogowych statków powietrznych opracowanych i produkowanych przez firmę Israel Aerospace Industries.

## Historia
Ministerstwo Obrony Izraela zgłosiło potrzebę posiadania drona zwiadowczego operującego na poziomie batalionu armii Izraela. Miał zapewnić jednostkom znajdującym się na pierwszej linii walki możliwość prowadzenia rozpoznania lotniczego w czasie rzeczywistym. Do realizacji tego założenia została wybrana oferta firmy Israel Aerospace Industries, która zaprojektowała drona Bird Eye 100. Konstrukcja została oblatana w 2003 r. Obsługą maszyny zajmował się jeden żołnierz, start odbywał się za pomocą katapulty pneumatycznej lub z ręki. Osiągi drona pozwalały na lot trwający godzinę i na rozpoznanie terenu o powierzchni 25 km². Zaletą był elektryczny silnik, który znacznie obniżał prawdopodobieństwo wykrycia maszyny.
Kolejną wersją rozwojową produkowaną seryjnie jest Bird Eye 400. Dron został prawdopodobnie oblatany w 2008 r. i w tym samym roku zaprezentowany na Międzynarodowym Salonie Lotniczym w Paryżu. Producent oferuje go odbiorcom w zestawie obejmującym trzy drony obsługiwane przez dwóch operatorów. System charakteryzuje się wysoką mobilnością – trzy Bird Eye 400, naziemne centrum kontroli, dodatkowe wyposażenie montowane na dronach oraz części zapasowe i ładowarki mieszczą się w dwóch plecakach. Dron umożliwia przekazywanie w czasie rzeczywistym obrazu wideo z kamer pracujących w paśmie widzialnym lub podczerwieni. Jak w poprzedniku zachowano możliwość startu z katapulty lub ręki a napęd zapewnia silnik elektryczny. W 2005 r. dron został zaproponowany stronie polskiej w ramach przetargu na dostawę bezzałogowych statków powietrznych dla jednostki Wojsk Specjalnych GROM. W 2007 r. został zaprezentowany publicznie w Polsce podczas XIV Międzynarodowego Salonu Przemysłu Obronnego w Kielcach.
W toku prac konstruktorów IAI opracowano wersję oznaczoną jako Bird Eye 500. Masa startowa drona wzrosła do 5 kg, ale przełożyło się to na wzrost promienia działania do 10 km. Zachowano mobilność systemu. Zestaw obejmujący trzy aparaty latające z wyposażeniem nadal mieści się w dwóch plecakach i jest obsługiwany przez dwóch operatorów.
W 2008 r. została oblatana wersja Bird Eye 600, która była modyfikacją Bird Eye 400. Na podstawie doświadczeń z użytkowania  operacyjnego dotychczasowych wersji opracowano konstrukcję dającą większe możliwości. Dron startuje z katapulty pneumatycznej i napędzany jest silnikiem elektrycznym, co zapewnia mu niską sygnaturę akustyczną. Trasa przelotu jest zaplanowana przed startem, Bird Eye 600 wykonuje swoją misję autonomicznie. Informacje są przesyłane w czasie rzeczywistym do naziemnego stanowiska operatora. Zwiększone rozmiary spowodowały zmiany w systemie przechowywania – jeden dron wymaga oddzielnego kontenera transportowego oraz dwuosobowej obsługi. Publicznie Bird Eye 600 został zaprezentowany na wystawie Eurosatory 2008 w Paryżu.
Bird Eye 650 został opracowany na podstawie doświadczeń z użycia seryjnych egzemplarzy wersji Bird Eye 400. Ma pozwalać siłom niskiego szczebla na uzyskiwanie danych wywiadowczych w czasie rzeczywistym, niezależnie od źródeł wyższego szczebla. Trzy drony, z pełnym wyposażeniem, przenoszone są w dwóch plecakach. Start odbywa się z wykorzystaniem mini-wyrzutni, a sam lot, w tym start i lądowanie, jest w pełni zautomatyzowany. Do napędu drona wykorzystano silnik elektryczny. Do zasilania wykorzystano system ogniw paliwowych Aeropak opracowany przez Horizon Energy Systems. Pozwala to na wydłużenie jego czasu lotu.
Na podstawie doświadczeń z eksploatacji i rozwoju rodziny Bird Eye Israel Aerospace Industries opracowało kolejną wersję drona, noszącą oznaczenie Bird Eye 650D. Ma on konstrukcję latającego skrzydła, z uwagi na jego rozmiary do startu wykorzystywany jest system katapulty zainstalowany na pojeździe. Bird Eye 650D ma możliwość wykonywania autonomicznych operacji od momentu startu do lądowania za pomocą systemu wspomagania startu i lądowania (Assisted Takeoff & Landing – ATOL). Dron może przenosić kolorową kamerę pracującą w paśmie widzialnym, kamerę termowizyjną, wskaźnik laserowy, dalmierz laserowy i automatyczny system wykrywania i śledzenia obiektów. Dodatkowo dron może być wyposażony w pasywne elektroniczne środki bezpieczeństwa (Radar Warning & Locator Systems – RWR/RWL) i zagłuszania komunikacji (Communication Jammers – COMJAM), służące do walki elektronicznej. Produkcję seryjną drona rozpoczęto w czerwcu 2016 r.

## Użytkownicy zagraniczni

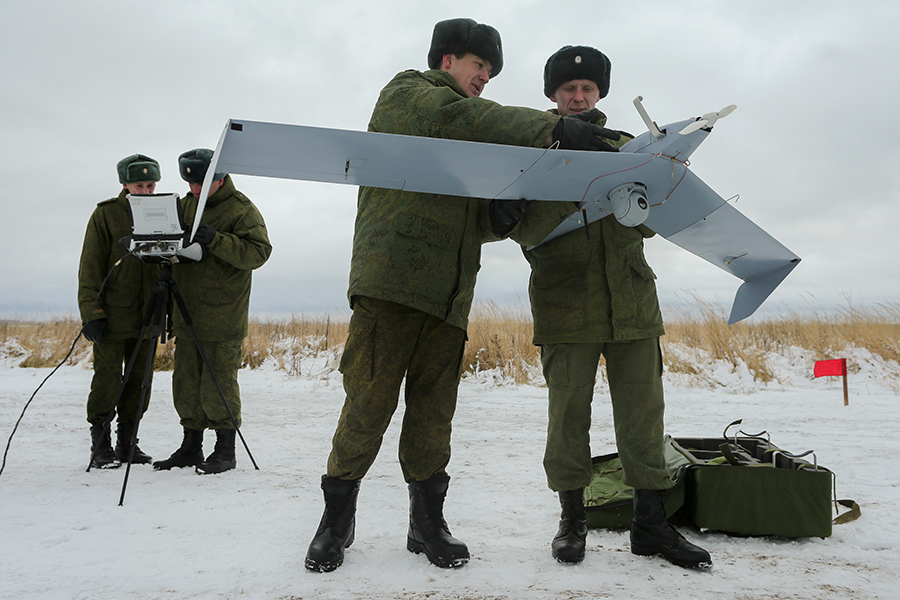
IAI Bird Eye 400 wykorzystany podczas ćwiczeń armii rosyjskiej w 2013 r.

Jednym z pierwszych użytkowników dronów z rodziny Bird Eye była Rosja. Pierwsze zestawy Bird Eye 400 były zakupione w 2010 r. i trafiły do Centrum Bojowego Wykorzystania Lotnictwa Bezzałogowego (ros. Центр боевого применения беспилотной авиации) w Kołomnej. W Izraelu odbyło się też szkolenie grupy operatorów obsługujących dron. Na podstawie doświadczeń z eksploatacji uznano, że należy zakupić licencję na ich produkcję. W 2011 r. zadanie ich produkcji powierzono Uralskim Zakładom Lotnictwa Cywilnego (ros. ОАО «Уральский завод гражданской авиации») z Jekaterynburga, jej uruchomienie planowano do końca 2012 r. Bird Eye 400 przekazywane rosyjskiej armii otrzymały oznaczenie Zastawa (ros. Застава). Jednocześnie podjęto decyzję o modyfikacji drona i dostosowaniu go do warunków atmosferycznych panujących w Rosji. Ministerstwo Obrony Rosji nadało tym działaniom kryptonim „Azymut”, w ramach prowadzonych prac drony mają uzyskać zdolność do lotów w złych warunkach atmosferycznych i przy niskich temperaturach. Szacowano, że na prace dostosowawcze do końca 2015 r. Rosja wyda ok. 11,2 mld rubli. Produkcję seryjną podjęto w Rosji w 2013 r. Zastosowany silnik pozwolił na zwiększenie prędkości maksymalnej drona do 100 km/h.
Na wystawie lotniczej Aero India w 2015 r. firma Israel Aerospace Industries poinformowała o podpisaniu umowy o współpracy z indyjską firmą Alpha na produkcję dronów z rodziny Bird-Eye. Zgodnie z umową drony wyprodukowane w Indiach będą użytkowane przez siły zbrojne tego państwa.
Kolejnym zagranicznym użytkownikiem dronów Bird Eye 650D została w 2019 r. Brazylia. IAI podpisała umowę z brazylijską firmą Santos na wykorzystanie dronów do zastosowań rolniczych na dużą skalę, m.in. do monitorowania upraw (tj. soja i trzcina cukrowa), a także do nadzoru lasów.

## Wykorzystanie bojowe

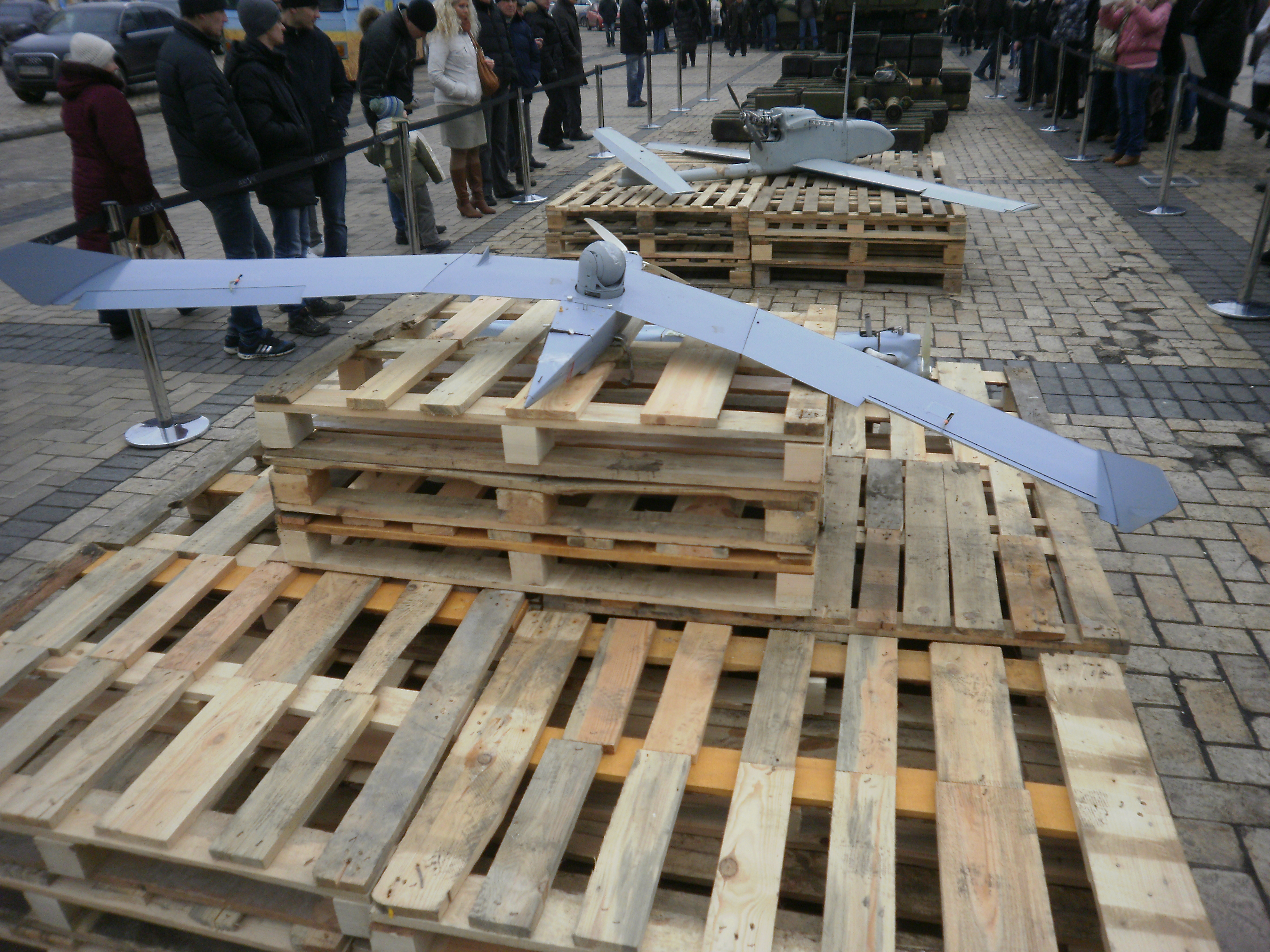
Rosyjski dron Zastawa prezentowany na wystawie sprzętu zdobytego przez Ukrainę

Rosyjskie Zastawy zostały użyte na terenach zajętych przez separatystów z Donieckiej i Ługańskiej Republiki Ludowej. Siły Zbrojne Ukrainy 22 lipca 2015 r. informowały o zestrzeleniu jednego egzemplarza drona o numerze seryjnym 355. Drony zostały również użyte przez rosyjskie oddziały w trakcie agresji na Ukrainę w 2022 r.

## Dane techniczne wersji
| Wersja              | Bird Eye 100 | Bird Eye 400 | Bird Eye 500 | Bird Eye 600 | Bird Eye 650 | Bird Eye 650D |
| Rozpiętość          | 0,85 m       | 2,2 m        | 2 m          | 3 m          | 3 m          | 4 m           |
| Długość             | 0,8 m        | 0,8 m        | 1,5 m        |              | 1 m          |               |
| Masa startowa       | 1,3 kg       | 4,1 kg       | 5 kg         | 8,5 kg       | 11 kg        | 30 kg         |
| Masa użyteczna      |              | 1,2 kg       | 0,9 kg       | 1,5 kg       | 1,2 kg       | 5,5 kg        |
| Prędkość maksymalna |              | 83 km/h      | 85 km/h      |              | 130 km/h     | 150 km/h      |
| Prędkość przelotowa |              | 59 km/h      | 50 km/h      |              | 75 km/h      | 75 km/h       |
| Pułap               |              | 300 m        | 150 m        | 4 267 m      | 500 m        | 5 000 m       |
| Czas lotu           | 1 h          | 1 h 20 min   | 1 h          | 2 h          | > 4 h        | 15 h          |
| Zasięg              | 5 km         | 15 km        | 10 km        | 10 km        | 20 km        | 150 km        |